# Bassodesh
Bassodesh è una circoscrizione rurale (rural ward) della Tanzania situata nel distretto di Hanang, regione del Manyara. Conta una popolazione di 16 762 abitanti (censimento 2012).